# Anatomia d'un instant
Anatomia d'un instant (originalment, en castellà, Anatomía de un instante) és un llibre de Javier Cercas publicat l'abril de l'any 2009. El llibre valgué a l'autor el Premi Nacional de Narrativa 2010.
En castellà, se'n varen vendre més de 200.000 exemplars i fou el llibre més venut del Sant Jordi 2009 en l'apartat de no-ficció en castellà. El llibre fou publicat en català el setembre 2009 i fou editat per Rosa dels Vents. També ha estat traduït al francès, a l'italià, a l'alemany i a l'anglès.

## Argument
Definida pel seu autor com una novel·la, Anatomia d'un instant tracta sobre el cop d'estat del 23 de febrer del 1981 i investiga sobre el fet que Adolfo Suárez, Santiago Carrillo i Manuel Gutiérrez Mellado fossin els tres únics diputats que no s'amagaren sota dels seus seients de parlamentari durant el tiroteig al congrés liderat per Antonio Tejero.
L'«instant» al qual fa referència el títol és precisament la imatge, captada per les càmeres de RTVE, i que conforma la portada del llibre en la seva primera edició, en la qual es veu Adolfo Suárez assegut al seu escó mentre es poden veure la resta de cadires buides, amb tots els diputats amagats, i Manuel Gutiérrez Mellado increpant Antonio Tejero i la seva tropa de guàrdies civils.